# Thomas Sénécal
Thomas Sénécal, né en 1975 à Honfleur (Calvados)  , est un journaliste et présentateur de télévision français spécialisé en sport automobile. Il est directeur des sports du Groupe Canal+ depuis le 1er juillet 2022.

## Jeunesse
Dernier né d’une famille de sept enfants, Thomas Sénécal a toujours été passionné d’actualité, de géographie et de sport. Dès l’école primaire, il rêve de devenir journaliste. À 16 ans, avec un groupe de jeunes d'Honfleur, il réalise un tour d’Europe en train et en rend compte dans la presse locale. À 18 ans, il travaille pour le journal l’Eveil-Côte Normande à Deauville. Il est alors étudiant en hypokhâgne. Son cursus en classes préparatoires littéraires puis en université d’histoire le mène à Caen, à Lille puis à Paris, au Centre de Formation des Journalistes (promotion 1998). Son père, Henri,  dirigeait un garage automobile à Ablon dans le Calvados et participait à des rallyes. Thomas l’a accompagné comme copilote entre 1996 et 1999 à bord d'une Renault 5 GT Turbo.

## Carrière
Il commence sa carrière sur France Télévisions en 1998 sur la coupe du monde de football et le tour de France ; en 1999, il rejoint TF1 comme reporter sur l’émission Auto-Moto. Il couvre le championnat du monde des rallyes et accompagne notamment l’ascension du pilote Sébastien Loeb. En 2004, il devient présentateur de l’émission Auto-Moto jusqu’en 2007. Il intègre ensuite la rédaction des sports des journaux de 13 heures et 20 heures de TF1 et couvre notamment les Jeux Olympiques de Pékin en 2008,. 
En 2009, il est recruté par Canal+ comme grand reporter pour l’émission Canal Football Club et présentateur pour divers événements tels que les championnats du monde de judo de Paris ou les Winter X Games de Tignes. Il suit la Ligue 1, les Jeux Olympiques, le Handball et le Rallye WRC. Il travaille pour la chaîne Infosport+ en 2011 et 2012. En 2013, Canal+ annonce l’acquisitions des droits de diffusion exclusifs de la Formule 1. Nommé rédacteur en chef de l’équipe F1 par Cyril Linette, Thomas Sénécal présente aussi la nouvelle émission "La Grille". Pendant 10 ans, il va impulser et accompagner le développement éditorial de la Formule 1 sur Canal+. Il est à la tête d’une équipe composée de journalistes et de pilotes-consultants tels que Julien Fébreau, Alain Prost, Margot Laffite, Jean Alesi, Laurie Delhostal, Thomas Thouroude, Laurent Dupin, Karim Bennani, Franck Montagny, Jacques Villeneuve ou Romain Grosjean.
En 2019, Canal+ acquiert les droits du championnat du monde de Moto GP. Thomas Sénécal crée le dispositif éditorial qui comprend Marina Lorenzo, David Dumain, Randy de Puniet, Laurent Rigal, Louis Rossi, Jules Deremble, Sylvain Guintoli, Régis Laconi ou Jules Danilo. En 2020, il est nommé directeur adjoint des rédactions de Canal+ chargé des sports mécaniques et de l’omnisport (basket, padel, voile, boxe). Le 21 janvier 2022, le groupe Canal+ annonce que Thomas Sénécal succèdera à Thierry Cheleman à la tête du service des sports au 1er juillet de la même année. Sa mission est de mettre en valeur sur les antennes de la chaîne cryptée les plus belles compétitions sportives internationales et nationales. « On veut que l’abonné fasse partie du voyage, qu’il soit à nos côtés dans le stade ou sur la piste »[pas clair].

## Ouvrages
- Thomas Sénécal est le co-auteur, avec Fabrice Connen et François Baudin, du livre Sébastien Loeb trajectoire gagnante, sorti le 8 mars 2004 aux éditions Silver et préfacé par Guy Fréquelin. Ce livre recueille les récits et témoignages des différents acteurs de l’ascension de Sébastien Loeb, et est illustré par les photos de l'agence DPPI.
- Thomas Sénécal est également le co-auteur, avec Fabrice Connen, du livre Champions du monde, préfacé par Sébastien Loeb et consacré aux sacres du constructeur français Citroën, de son pilote alsacien et de son copilote monégasque Daniel Elena en Championnat du monde des Rallyes WRC à l'issue du Tour de Corse. Ce deuxième opus, sorti le 11 janvier 2005 aux éditions Silver et illustré par les photos de l'agence DPPI, raconte l’histoire d’hommes au service de la victoire, le couronnement de l'équipe de Guy Fréquelin à l’issue de la saison 2004, après une ascension foudroyante, quinze ans après la création de Citroën Sport et quatre ans après les débuts professionnels de Sébastien Loeb.

## Vie privée
Thomas Sénécal est marié et père de trois enfants.